# ماكابا

موقع المدينية

ماكابا عاصمة ولاية أمابا تقع في جنوب شرق الولاية، يبلغ عدد سكانها 470,261 نسمة في 2006 اللغة الرسمية في المدينية هي البرتغالية وتسعمل بعض اللغات أخرى كـ: لانك باتوَ و كريولا منشقة من الفرنسية.

## المناخ
يظهر الجدول التالي التغييرات المناخية على مدار السنة لماكابا:
| البيانات المناخية لـماكابا                                                   | البيانات المناخية لـماكابا | البيانات المناخية لـماكابا | البيانات المناخية لـماكابا | البيانات المناخية لـماكابا | البيانات المناخية لـماكابا | البيانات المناخية لـماكابا | البيانات المناخية لـماكابا | البيانات المناخية لـماكابا | البيانات المناخية لـماكابا | البيانات المناخية لـماكابا | البيانات المناخية لـماكابا | البيانات المناخية لـماكابا | البيانات المناخية لـماكابا |
| الشهر                                                                        | يناير                      | فبراير                     | مارس                       | أبريل                      | مايو                       | يونيو                      | يوليو                      | أغسطس                      | سبتمبر                     | أكتوبر                     | نوفمبر                     | ديسمبر                     | المعدل السنوي              |
| ---------------------------------------------------------------------------- | -------------------------- | -------------------------- | -------------------------- | -------------------------- | -------------------------- | -------------------------- | -------------------------- | -------------------------- | -------------------------- | -------------------------- | -------------------------- | -------------------------- | -------------------------- |
| الدرجة القصوى °م (°ف)                                                        | 36.0 (96.8)                | 35.0 (95.0)                | 39.3 (102.7)               | 38.3 (100.9)               | 36.0 (96.8)                | 36.0 (96.8)                | 37.0 (98.6)                | 37.0 (98.6)                | 37.0 (98.6)                | 36.6 (97.9)                | 39.6 (103.3)               | 38.0 (100.4)               | 39.6 (103.3)               |
| متوسط درجة الحرارة الكبرى °م (°ف)                                            | 30.2 (86.4)                | 29.9 (85.8)                | 30.0 (86.0)                | 30.4 (86.7)                | 30.8 (87.4)                | 31.3 (88.3)                | 31.6 (88.9)                | 32.4 (90.3)                | 33.1 (91.6)                | 33.3 (91.9)                | 33.0 (91.4)                | 31.9 (89.4)                | 31.5 (88.7)                |
| المتوسط اليومي °م (°ف)                                                       | 26.3 (79.3)                | 26.0 (78.8)                | 26.2 (79.2)                | 26.5 (79.7)                | 26.7 (80.1)                | 26.7 (80.1)                | 26.7 (80.1)                | 27.5 (81.5)                | 28.2 (82.8)                | 28.5 (83.3)                | 28.3 (82.9)                | 27.5 (81.5)                | 27.1 (80.8)                |
| متوسط درجة الحرارة الصغرى °م (°ف)                                            | 23.4 (74.1)                | 23.4 (74.1)                | 23.6 (74.5)                | 23.9 (75.0)                | 24.0 (75.2)                | 23.7 (74.7)                | 23.5 (74.3)                | 24.0 (75.2)                | 24.0 (75.2)                | 24.0 (75.2)                | 24.1 (75.4)                | 23.9 (75.0)                | 23.8 (74.8)                |
| أدنى درجة حرارة °م (°ف)                                                      | 19.6 (67.3)                | 20.4 (68.7)                | 21.1 (70.0)                | 20.2 (68.4)                | 21.4 (70.5)                | 21.0 (69.8)                | 20.2 (68.4)                | 21.0 (69.8)                | 21.0 (69.8)                | 21.0 (69.8)                | 21.0 (69.8)                | 20.4 (68.7)                | 19.6 (67.3)                |
| الهطول مم (إنش)                                                              | 294.7 (11.60)              | 343.3 (13.52)              | 394.2 (15.52)              | 384.0 (15.12)              | 319.5 (12.58)              | 244.7 (9.63)               | 190.8 (7.51)               | 92.4 (3.64)                | 28.0 (1.10)                | 34.8 (1.37)                | 69.8 (2.75)                | 153.5 (6.04)               | 2٬549٫7 (100.38)           |
| متوسط أيام هطول الأمطار (≥ 1.0 mm)                                           | 18                         | 19                         | 21                         | 21                         | 21                         | 19                         | 16                         | 9                          | 3                          | 3                          | 4                          | 10                         | 164                        |
| متوسط الرطوبة النسبية (%)                                                    | 85.9                       | 87.8                       | 87.9                       | 88.1                       | 87.5                       | 85.6                       | 83.5                       | 79.8                       | 74.1                       | 72.5                       | 73.7                       | 79.5                       | 82.2                       |
| ساعات سطوع الشمس الشهرية                                                     | 158.1                      | 117.1                      | 120.9                      | 125.8                      | 164.5                      | 198.9                      | 234.3                      | 267.6                      | 273.6                      | 285.3                      | 254.9                      | 215.0                      | 2٬416                      |
| متوسط مؤشر الأشعة فوق البنفسجية                                              | 12                         | 12                         | 12                         | 12                         | 12                         | 11                         | 11                         | 12                         | 12                         | 12                         | 12                         | 12                         | 12                         |
| المصدر #1: المعهد الوطني للأرصاد الجوية                                      |                            |                            |                            |                            |                            |                            |                            |                            |                            |                            |                            |                            |                            |
| المصدر #2: Meteo Climat (record highs and lows) and Weather Atlas (UV index) |                            |                            |                            |                            |                            |                            |                            |                            |                            |                            |                            |                            |                            |

## أعلام
- أندرسون باتريك أغيار أوليفيرا
- جادر سوزا
- جون تيكسيرا